# Dorójne (Djankoi)
|  | Per a altres significats, vegeu «Dorójnoie». |

Dorójne (en (ucraïnès): Дорожнє) és un poble (un possiólok) de la República Autònoma de Crimea a Ucraïna, que el 2014 tenia 7 habitants. Pertany al districte rural de Djankoi.